# Friburguense AC

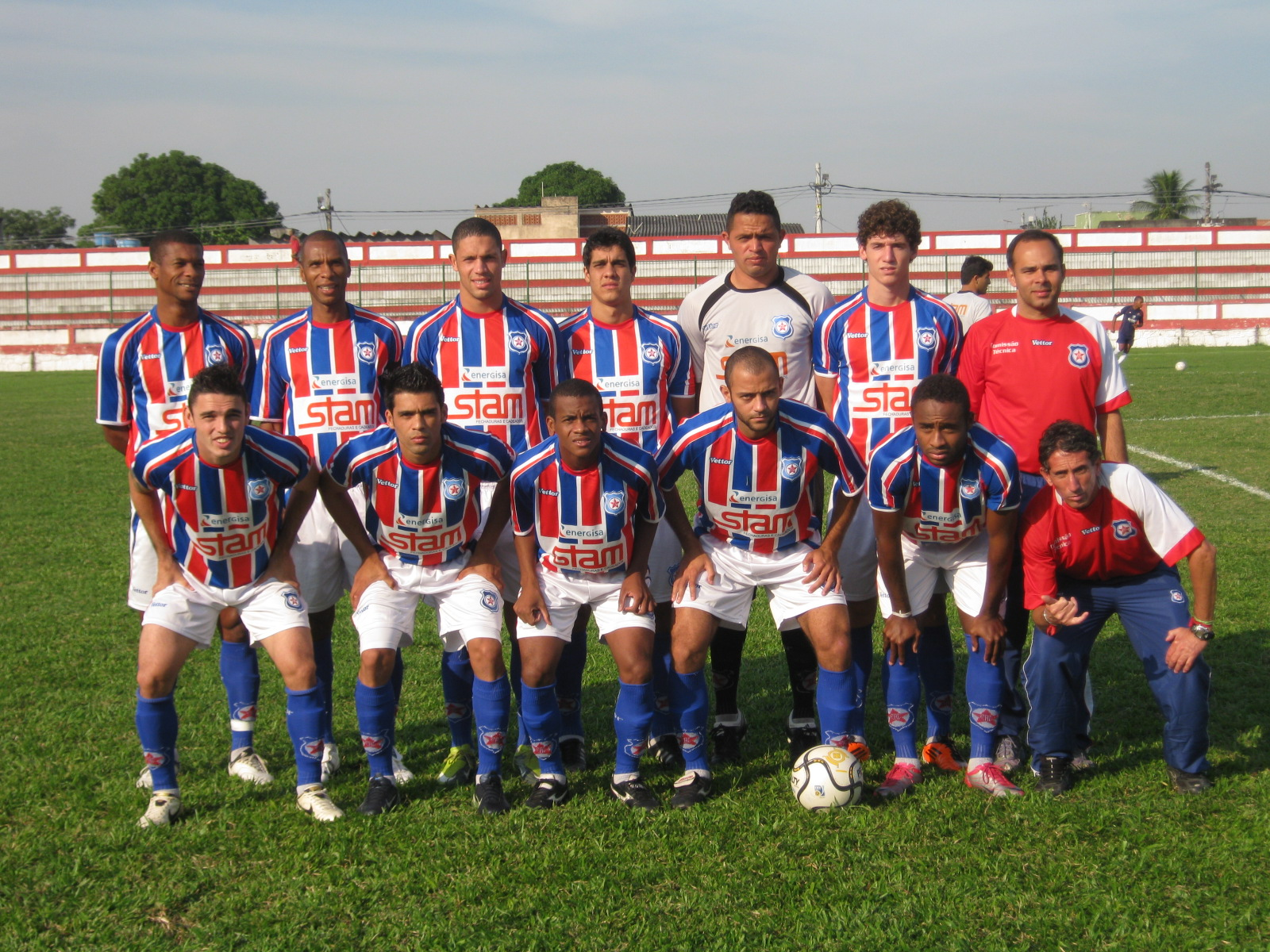
Selectie van 2011

Friburguense AC is een Braziliaanse voetbalclub uit Nova Friburgo, in de deelstaat Rio de Janeiro.

## Geschiedenis
De club werd in 1980 opgericht na een fusie van Fluminense AC en Serrano FC. In 1984 speelde de club voor het eerst in de Campeonato Carioca, het staatskampioenschap, maar degradeerde na één seizoen weer. In 1988 en 1995 speelde de club opnieuw één seizoen in deze competitie. Sinds 1998 is de club een vaste waarde. De beste notering is de vierde plaats in 1999 en 2002. In 2016 degradeerde de club en werd in 2019 kampioen van de Série B1. In 2023 degradeerde de club voor het eerst naar de derde klasse.